# スペイン王政復古

スペイン王国
Reino de España (スペイン語)

国の標語: Plus Ultra（ラテン語）
更なる前進国歌: Marcha Real（スペイン語）
国王行進曲
スペイン王国とその植民地（1898年）

王政復古（おうせいふっこ、スペイン語: Restauración）またはレスタウラシオン・ボルボニカ（スペイン語: Restauración borbónica）は、スペイン史上、マルティネス・カンポスのクーデターで第一共和政が打倒されてアルフォンソ12世の王政が復活した1874年12月29日から、第二共和政が成立した1931年4月14日までの時代を指す。
ほぼ一世紀を通じて政情不安定と幾多の内戦が続いたことから、王政復古時代には内閣交代制（turnismo）という政治慣行が生み出され、政治的安定の確保が図られた。これは自由党と保守党が情意投合して交互に政権を担当するというもので、ブルジョワジー各層からは受け入れられたが、二大政党以外は蚊帳の外に置かれた。また、その実現は利益誘導と投票の周旋勧誘によってなされた (es:caciquismo) 。共和主義者、社会主義者、無政府主義者、バスク・カタルーニャ民族主義者、カルリスタからは同体制への反対が起こった。

## アルフォンソ12世の治世とマリア・クリスティナの摂政政治 (1874–1898)

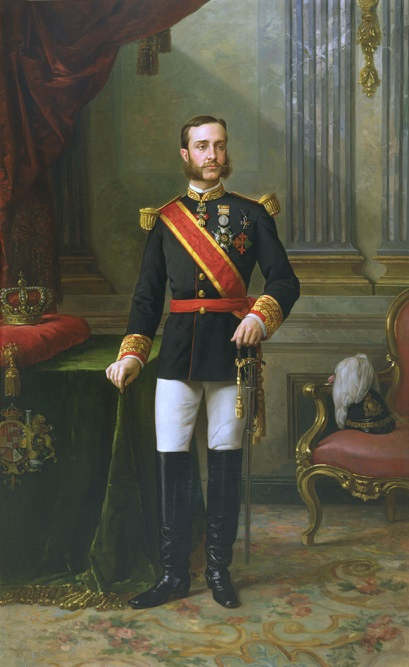
アルフォンソ12世

マルティネス・カンポスの「プロヌンシアミエント (pronunciamiento) 」によりアルフォンソ12世が王位につき、第一共和政は終わりを迎えた。その後、1876年憲法が制定され、王政復古時代を通じて施行された。同憲法はスペインを立憲君主制とし、上下両院（元老院と代議院）からなる二院制議会（コルテス・ヘネラレス）を置いた。また、国王は元老院議員の任命権、法律の裁可権、軍の最高指揮権を有するものとされた。
この期間は経済的繁栄の時代であった。スペイン経済は他のヨーロッパ諸国に後れを取っており、この期間に国の近代化が大規模に行われた。徹底的な保護貿易政策に支えられて、多くの分野で生産が拡大した。
自由党はサガスタが率い、保守党はカノバス・デル・カスティーリョが率いており、「穏やかな交代 (el turno pacífico) 」と呼ばれる仕組みの中で二大政党が交互に政権を担当した。「カシケ (cacique) 」と呼ばれる地方有力者が慣行的に選挙結果を左右した結果、同体制への不満が徐々に鬱積し、カタルーニャ・ガリシア・バスクの強力な民族主義運動や労働組合運動が生じ始めた。

## アルフォンソ13世の治世と体制の危機 (1898–1923)

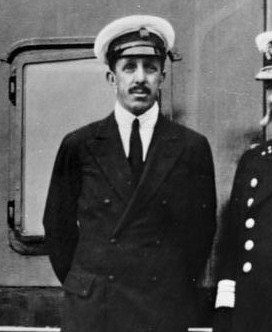
アルフォンソ13世

1898年、米西戦争に敗北したスペインは残っていた主要な海外植民地（キューバ・グアム・プエルトリコ・フィリピン）を失った。この急落はスペインの腐敗の反映と受け止められ、政府とその仕組まれたイデオロギーの威信は失墜し、カミロ・ポラビエハによるクーデター寸前にまでなった。これは同体制の衰退の始まりであり、地方・全国レベルで反体制闘争運動全体に活力を与えた。
モロッコ征服の数々の試みが失敗に終わったこと（メリリャ戦争）は本国で大きな不満を巻き起こし、ついにバルセロナで「悲劇の一週間 (Semana Trágica) 」と呼ばれる暴動が起こった。これは、無政府主義者・共産主義者・共和主義者に後押しされたバルセロナの下層階級の人々が、徴兵方法の不公平性を訴えたものであった。政府は戦争状態を宣言して暴動鎮圧の軍を派遣し、百人以上の死者が出てフランシスコ・フェレールが処刑される結果となった。社会主義系の労働者総同盟 (Unión General de Trabajadores, UGT) と無政府主義系の全国労働連合 (Confederación Nacional del Trabajo, CNT) は全国的なゼネストの開始を決めたが、労働組合が都市労働者しか動員できなかったため失敗に終わった。
モロッコ問題は、原住民部族軍がスペイン軍を攻撃したことで悪化した。原住民部族軍はスペイン軍を驚愕させ、モロッコ人の首領アブド・エル・クリムの手腕により、アンワールの戦いではメリリャ寸前にまで前進してスペイン軍をほぼ全滅させた。このスペインの敗北は不適切な計画立案が原因で、軍高官の責任とされた。兵士らは困難な占領地を確保するのに十分な物資もなく内陸に前進するように命令されていたため、無理解だと感じ、軍内に大きな不満を巻き起こした。

## プリモ・デ・リベラの独裁政治 (1923–1930)
軍内の不満、無政府主義者のテロやプロレタリア革命への不安、民族主義運動の隆盛は、軍民に大きな動揺を巻き起こすに至った。1923年9月13日、カタルーニャ総監ミゲル・プリモ・デ・リベラは、議会制をスペインの諸問題の原因として非難する声明を出し、クーデターを指揮した。アルフォンソ13世は総監を支持して首相に任命した。プリモ・デ・リベラは次に憲法を停止し、独裁者としての絶対的権力を掌握した。また、スペイン愛国同盟 (Unión Patriótica Española) を結成し、これを唯一の合法政党としてこれ以外の全政党を解散しようと図った。しかし、この間、企業や公益事業に対する政府支出を大幅に増加した結果、政府財政は破綻寸前にまでなった。さらに、軍の支持を失い深刻な健康問題にも直面した。反体制のすさまじさから、プリモ・デ・リベラはアルフォンソ13世の支持も失い1930年1月に辞任に追い込まれた。

## 末年 (1930–1931)
アルフォンソ13世は、段階的に以前の体制に回帰して威信を回復しようとして、ダマソ・ベレンゲル将軍に組閣を命じた。これによりかえって国王は独裁制の支持者とみなされ、ますます多くの政治勢力が共和政の確立を訴えるようになった。ベレンゲルは辞任し、国王はフアン・バウティスタ・アスナル提督に政権を預けた。アスナルは1931年4月12日に地方選挙を実施し、民主主義者や共和主義者の要求を満たし、独裁制時代の地方政府を交代させ、王政復古体制を段階的に立て直そうとした。
王政主義者も完全に支持を失ったわけではなかったが、共和主義・社会主義政党が主要都市で躍進した。続いて王政の打倒を訴える街頭暴動が起こった。軍はもはや国王を守らないと宣言し、国王は4月14日にスペインから亡命した。ここに第二共和政が成立し、ニセト・アルカラ＝サモラを首班とする臨時政府が置かれた。